# Daniel Hollander
Pour les articles homonymes, voir Hollander.
Daniel Hollander dit Dan Hollander, né le 9 mai 1972 à Royal Oak dans le Michigan, est un patineur artistique américain, double médaillé de bronze aux championnats américains de 1996 et 1997.

## Biographie

### Carrière sportive
Daniel Hollander est double médaillé de bronze aux championnats américains de 1996 et 1997.
Il représente son pays à deux mondiaux (1996 à Edmonton et 1997 à Lausanne). Il n'a jamais participé aux Jeux olympiques d'hiver.
Il arrête les compétitions sportives après les championnats nationaux de 1999, à la suite de plusieurs blessures.

### Reconversion
Daniel Hollander devient entraîneur de patinage artistique dans le Maryland.

### Vie privée
Daniel Hollander épouse Emily Chase, une entraîneure de patinage, le 17 octobre 2015, à Bloomfield Hills dans le Michigan. Leur fille, Arianna Alina, est née le 13 mai 2016.

## Palmarès
| Compétition                 | 1993    | 1994    | 1995    | 1996    | 1997    | 1998    | 1999    |  |  |  |  |  |  |  |  |  |
| Jeux olympiques d'hiver     |         |         |         |         |         |         |         |  |  |  |  |  |  |  |  |  |
| Championnats du monde       |         |         |         | 10e     | 35e     |         |         |  |  |  |  |  |  |  |  |  |
| Championnats des États-Unis | 10e     | 10e     | 7e      | 3e      | 3e      | 6e      | 11e     |  |  |  |  |  |  |  |  |  |
|                             |         |         |         |         |         |         |         |  |  |  |  |  |  |  |  |  |
| Grand Prix ISU              | 1992/93 | 1993/94 | 1994/95 | 1995/96 | 1996/97 | 1997/98 | 1998/99 |  |  |  |  |  |  |  |  |  |
| Skate America               |         |         |         |         | 9e      |         |         |  |  |  |  |  |  |  |  |  |
| Skate Canada                |         |         |         |         |         | 7e      | 11e     |  |  |  |  |  |  |  |  |  |
| Coupe d'Allemagne           |         |         |         |         | 4e      |         |         |  |  |  |  |  |  |  |  |  |
| Coupe de Russie             |         |         |         |         | 7e      |         |         |  |  |  |  |  |  |  |  |  |
| Trophée NHK                 |         |         |         |         |         | 4e      |         |  |  |  |  |  |  |  |  |  |
|                             |         |         |         |         |         |         |         |  |  |  |  |  |  |  |  |  |